# Mikro-feketelyuk
A mikro-feketelyuk (más néven kvantummechanikai fekete lyuk vagy mini-feketelyuk, angolul micro black hole, MBH) egy olyan fekete lyuk, ahol a kvantummechanikai hatások játszanak elsősorban szerepet. Elméletileg a fekete lyuk bármekkora méretű vagy tömegű lehet. Néhány spekulatív elmélet szerint az ősi fekete lyukak a Big Bang folyamán, világegyetemünk kialakulásának legkorábbi szakaszában keletkeztek. Stephen Hawking 1974-ben kifejtett nézetei szerint ezek az ősi fekete lyukak kvantumhatások miatt „párologni” tudnak (ezt az elméleti folyamatot Hawking-sugárzásnak hívják), amiben anyagi részecskék sugárzódnak ki. Ezen elmélet szerint minél kisebb a mikro-feketelyuk mérete, annál gyorsabb a párolgás sebessége, amely így egy részecske-felvillanásban végződik, ahogy a mikro-feketelyuk szétrobban. Többek közt ilyen párolgó fekete lyukakat kutat 2008-ban felbocsátott GLAST műhold, amely gammasugár-felvillanásokat keres az égbolton, amelyek összefüggésbe hozhatók a részecskepárolgással.

## Tömege
A mikro-feketelyuk Hawking számításainak eredményeként vonult be a tudományba. A részecske m nyugalmi tömege
{\displaystyle m={\frac {r\cdot c^{2}}{G}}\approx 3,78963\cdot 10^{12}{\text{ kg}}},
ahol:
- r a részecske Schwarzschild-sugara, az elemi hossz,
- c a fénysebesség,
- G a gravitációs állandó.

Ez a tömeg megfelel egy kisebb hegy tömegének.[forrás?]